# Faturika
Faturika is een bestuurslaag in het regentschap Belu van de provincie Oost-Nusa Tenggara, Indonesië. Faturika telt 1290 inwoners (volkstelling 2010).